# Plaisans
Plaisans – srebrna moneta flamandzka o wartości 1 grosza lub 15 denarów turońskich bita w Hainaut przez Wilhelma III (1356–1389).